# 施瓦茨堡-魯多爾施塔特
施瓦茨堡-魯多爾施塔特（德語：Schwarzburg-Rudolstadt）是德國歷史上的一個邦國，位於現在的圖林根，首府是魯多爾施塔特。施瓦茨堡-魯多爾施塔特成立於1599年。1815年，施瓦茨堡-魯多爾施塔特加入德意志邦聯。1918年11月23日，施瓦茨堡-魯多爾施塔特的君主制政權垮台，並在1919年成為自由邦，1920年併入圖林根。1905年時，施瓦茨堡-魯多爾施塔特面積940平方公里，人口9.7萬人。

## 親王
1. 1710年—1718年：路德維希·腓特烈一世
2. 1718年—1744年：腓特烈·安東
3. 1744年—1767年：约翰·腓特烈
4. 1767年—1790年：路德維希·金特二世
5. 1790年—1793年：腓特烈·卡爾
6. 1793年—1807年：路德維希·腓特烈二世
7. 1807年—1867年：腓特烈·金特
8. 1867年—1869年：阿爾貝特
9. 1869年—1890年：格奧爾格·阿爾貝特
10. 1890年—1918年：金特·維克多

## 外部連結
- House laws of Schwarzburg （页面存档备份，存于）
- Chisholm, Hugh (编). .  (第11版). London: Cambridge University Press. 1911.